# Mancha del Júcar

Situación de los municipios de la mancomunidad de la Mancha del Júcar respecto de la provincia de Albacete.

La Mancha del Júcar es una mancomunidad de la provincia de Albacete, que unida a la Mancha-Centro, forma la mancomunidad de la Mancha Júcar-Centro. Está formada por los municipios de Barrax, Fuensanta, La Gineta, Montalvos, La Roda, Tarazona de la Mancha y Villalgordo del Júcar.

## Geografía
La Mancha del Júcar está enclavada en plena cuenca hidrográfica del río Júcar, al norte de la provincia de Albacete. Comprende tierras de labores que alternan con monte bajo de encinares, y de extensos pinares próximos a los sotos de ribera.
Geográficamente pueden distinguirse dos sectores diferenciados: el llano manchego y el valle del Júcar.
El tipo de clima puede considerarse mediterráneo continental, por lo que las temperaturas son extremas. Con veranos calurosos (temperaturas medias superiores a los 28º) e inviernos fríos (temperaturas medias mensuales inferiores a los 3º); en las que destaca una mayor humedad relativa debido a la proximidad del entorno fluvial.
Tiene una superficie de 1.033,4 km². Según el INE (padrón 2007), la población asciende a 28.153 habitantes, lo que supone una densidad media de 27,24 hab/km².
La mayor ciudad de la mancomunidad, capital de partido judicial, es La Roda, seguida de Tarazona de la Mancha.

## Patrimonio Cultural

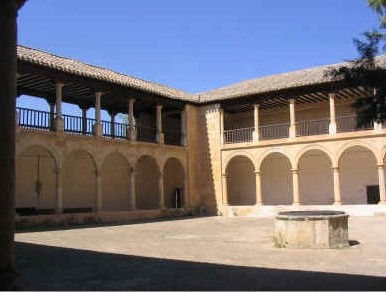
Claustro del convento trinitario situado en Fuensanta.

Destaca la Plaza Mayor de Tarazona de La Mancha, alrededor de la que se articula el espacio urbano. El conjunto de la plaza es del siglo XVII y responde a una traza de forma rectangular. Los edificios se abren al exterior con hermosos soportales y balconajes volados en madera. La única construcción con soportales de arcos de piedra corresponde al Ayuntamiento, éste está unido a la torre de la iglesia y tiene unas bellas y pequeñas proporciones.
Otro conjunto notable es el claustro del convento trinitario de Fuensanta, así como la iglesia de El Salvador de La Roda.
También merece mencionarse el Palacio de los Gosálvez, muy cerca de Villalgordo del Júcar, de época modernista, situado no obstante en el término municipal de Casas de Benítez.

## Historia
Buena parte de sus municipios pertenecieron al Concejo de Alarcón durante la Baja Edad Media, siendo a partir de 1476, cuando pasan a pertenecer al Marquesado de Villena. Alguna de sus principales villas, como Tarazona de La Mancha, se crea como una segregación vecinal de Villanueva de la Jara, en el siglo XV; así como, en la época de Carlos I se iniciaron gestiones para conseguir el título de "villa", pero que sería con Felipe II, el 11 de octubre de 1564, cuando se  le concedió el Privilegio de Villazgo, dándole jurisdicción hasta el río Júcar, momento en que se inicia la separación y expansión comarcal. Posteriormente, en el siglo XVIII Tarazona de la Mancha ostentaría la capitalidad de todo el Corregimiento, integrado además por Madrigueras, Villalgordo del Júcar y Quintanar del Rey.
Por las mismas fechas del siglo XVIII, se crean los municipios de Fuensanta y Montalvos, ambos de una segregación del municipio de La Roda.
Barrax, por su parte, perteneció a Alcaraz hasta el 20 de septiembre de 1564.

## Gastronomía
Presenta  una típica y especial cocina tradicional manchega, destacando los platos alrededor de la caza, en especial la perdiz, la liebre y el ánade (fauna ribereña). Son siempre tradicionales, los galianos (gazpachos), las calderetas, los asados de cordero, etc. Sin olvidar las gachas de harina de almortas; así como las migas, las judías con perdiz, y sobre todo, el atascaburras , el pisto manchego y el arroz con liebre.
De repostería, se puede citar una amplia gama de dulces, mantecados y postres, incluidos los famosos Miguelitos de La Roda. Así como la “cuerva”, una especie de “sangría” elaborada con vino blanco. Así como las piñas asadas, o los piñones secos, que se encuentran caídos, muy abundantes en la zona.